# سرودخوان مورچه‌خوار تاج‌خال‌دار
سرودخوان مورچه‌خوار تاج‌خال‌دار یا سرودخوان مورچه‌خوار خال‌تاج (نام علمی: Dysithamnus puncticeps) گونه‌ای از پرندگان خانواده مورچه‌مرغان است که در کلمبیا، کاستاریکا، اکوادور و پاناما یافت می‌شود. زیستگاه طبیعی آن جنگل‌های جلگه‌ای نمناک نیمه‌گرمسیری یا گرمسیری است.